# Centerville (Texas)
Centerville è un comune (city) degli Stati Uniti d'America e capoluogo della contea di Leon nello Stato del Texas. La popolazione era di 892 abitanti al censimento del 2010.

## Geografia fisica
Secondo lo United States Census Bureau, la città ha una superficie totale di 4,4 km², dei quali 4,4 km² di territorio e 0 km² di acque interne (0% del totale).

## Società

### Evoluzione demografica
Secondo il censimento del 2010, la popolazione era di 892 abitanti.

### Etnie e minoranze straniere
Secondo il censimento del 2010, la composizione etnica della città era formata dal 77,69% di bianchi, il 15,13% di afroamericani, lo 0,22% di nativi americani, lo 0,34% di asiatici, lo 0% di oceanici, il 2,58% di altre razze, e il 4,04% di due o più etnie. Ispanici o latinos di qualunque razza erano il 6,17% della popolazione.